# Nový Zéland na Letních olympijských hrách 1964
Nový Zéland se účastnil Letní olympiády 1964 v japonském Tokiu. Zastupovalo ho 64 sportovců (56 mužů a 8 žen) v 11 sportech.

## Medailisté
| Medaile | Jméno                       | Sport    | Soutěž                       |
| ------- | --------------------------- | -------- | ---------------------------- |
| Zlato   | Peter Snell                 | Atletika | muži běh na 800 m            |
| Zlato   | Peter Snell                 | Atletika | muži běh na 1 500 m          |
| Zlato   | Helmer Pedersen Earle Wells | Jachting | muži třída Létající Holanďan |
| Bronz   | Marise Chamberlainová       | Atletika | ženy běh na 800 m            |
| Bronz   | John Davies                 | Atletika | muži běh na 1 500 m          |